# 東武クハ450形電車
東武クハ450形電車（とうぶクハ450がたでんしゃ）は、かつて東武鉄道に在籍した通勤形電車。17m級戦災国電を種車として1949年（昭和24年）から1951年（昭和26年）にかけて導入されたものである。
本項では、本形式と同時期に導入された20m級戦災国電を種車とするクハ360形を含め、東武鉄道に導入された戦災国電を種車とする車両全般について記述する。

## 概要
戦後混乱期の鉄道事業者各社においては、買出し等に伴う爆発的な利用客増と、それに反比例するかのような車両故障発生件数の増大に伴う車両稼動率の著しい低下に悩まされていた。その解決策の一つとして、関東私鉄各社では主に首都圏で戦災被災した国鉄車両、いわゆる戦災国電を購入し、復旧の上導入する例が数多く見られた。東武鉄道もその例外ではなく、17m級国電9両・20m級国電3両の計12両の戦災国電復旧車を導入した。それがクハ450形およびクハ360形である。

## グループ別詳細
東武に払い下げられた計12両の国電は、種車の差異のほか、復旧方法の相違等によって以下の4グループに区分される。以下、詳細についてグループごとに述べる。
なお、クハ450形は全9両が出揃った後、1952年（昭和27年）に種車別および復旧方法別にまとめられる形で改番が実施されている（詳細は車歴参照）。冒頭および文中の車番はいずれも改番後のものである。

### クハ450 - 453
1947年（昭和22年）頃、茨城・関東車輌が茨城交通で使用する目的で戦災国電10両を購入したものの、茨城交通への導入が立ち消えとなったことから各社に転売されたもので、それらのうち東武が購入した4両が本グループに分類される。
種車はモハ30形30021・モハ31形31099・モハ32形32026・モハ50形50094とされ、いずれも台枠のみを流用して車体を富士産業（現・富士重工業）で新製した。新製された車体は前面非貫通構造の半鋼製で、窓配置d1D22D22D2（d：乗務員扉, D：客用扉）と、リベットを廃した全溶接構造であることを除けばモハ31形とほぼ同一の外観を持つ。ただし、運転台は東武形車両の慣習に則って中央部に移設されている。落成当初は雨樋を設置していなかったが、1953年（昭和28年）以降順次整備された。

### クハ454 - 456
モハ50形50059・クハ65形65054・65179を種車とする。これらはいずれも事故被災車であり、大栄車輌において旧車体を修復する形で復旧された。いずれも復旧に際して前面非貫通化および運転台の中央部への移設が施工されている。
クハ456は鋼製張り上げ屋根仕様であり、前面が非貫通化された点と前照灯が原形の埋め込み形から取り付け形に変更されている点を除けば、屋根上ベンチレーター配置を含めて50系1939年度 - 1941年度落成車の特徴をよく保っている。クハ454は木製布張り屋根仕様で雨樋付、クハ455は鋼製屋根仕様で雨樋はなく、乗務員扉を含めた各扉直上に水切りを設置しており、三者三様の形態となっていた。

### クハ457・458
モハ31形31083・31084を種車とする。復旧は大栄車輌で施工され、本グループも運転台の中央部への移設が施工されている。
本グループはいずれも事故被災車を種車としており、旧車体を修復する形で復旧が行われた。車体外観はクハ450 - 453と酷似するが、車体部分にリベットが存在するほか、前面雨樋が一直線形状である点に加え、本グループはいずれもモハ31形後期車を種車とするため台枠がUF24に変更されており、車端下部の形状が異なることが主な相違点である。

### クハ360形
クハ360 - 363
モハ60形60019・60054・クハ55形55048・サハ57形57051を種車とし、いずれも20m級3扉車体である。
クハ55048が戦災被災車である他はいずれも事故被災車であり、4両とも大栄車輌において旧車体を修復する形で復旧が行われた。なお、本形式も復旧に際して前面非貫通化および運転台の中央部への移設が施工されている。前面形状は復旧に際して中間車を先頭車化したクハ363（元サハ57051）が平妻形状とされた他は、いずれも丸みを帯びた半流線形状である。
クハ360は鋼製屋根仕様で雨樋はなく、乗務員扉を含めた各扉直上に水切りを設置しており、クハ361は木製布張り屋根仕様で雨樋付。クハ362はクハ360と同一仕様ながらノーシル・ノーヘッダー車体であり、クハ363は種車のサハ57051がサロハ56形出自であることから窓配置がd1D5D222D2（d：乗務員扉, D：客用扉）と他の3両とは異なっていた点が平妻の前面形状とともに特徴であった。

## 導入後の変遷

### クハ450形
対応する電動車を持たない本形式は、3200系列および5400系列（通称「32系・54系」）に属する電動車各形式と編成して運用された。
後年固定編成化の進捗に伴い、クハ451 - 453を対象に1960年（昭和35年）から1961年（昭和36年）にかけて前面貫通構造化・運転台移設および前面貫通幌の設置が施工された。その他、保安装置取り付け、制動装置へ電磁給排弁の追加、前面窓のHゴム固定化・客用扉のプレス扉化が全車を対象に施工されている。また、クハ450 - 452はクハ500形の電装化に際して台車交換を行い、それらが装備していたウィングバネ台車を装備した。
その後、32系・54系の3000系列への更新工事進捗に伴って本形式もまた更新対象となり、1968年（昭和43年）にクハ450が32系電動車とともに3000系に更新された。以降は54系電動車とともに3050系への更新が進み、1973年（昭和48年）のクハ458を最後に全車更新が完了し、本形式は形式消滅した。

### クハ360形
本形式は当初から車体長を同じくする6300系モハ6300形（当時・後の7300系）と固定編成を組んで運用された。
その後、同系列の車体更新進捗に伴い、本形式も1962年（昭和37年）12月から1964年（昭和39年）5月にかけて、同系列と同一の車体を新製して載せ替える形で更新工事が施工された。当初計画では更新後は全車付随車（サハ）とする予定であったが、クハ361は事故で車体を破損した関係で更新時期が前倒しされ、同車のみ制御車（クハ）として更新されている。
その後の動向は7300系と同様であり、同系列淘汰に従って本形式も1983年（昭和58年）から1984年（昭和59年）にかけて全車廃車となり、形式消滅した。

## 車歴
クハ450形・クハ360形
| 車番    | 竣工年月               | 旧番      | 更新           | 廃車                   | 備考                  |
| クハ450 | 1949年（昭和24年）10月 | モハ30021 | クハ3400形3429 | 1992年（平成4年）3月   | 竣工時の車番はクハ451 |
| クハ451 | 1949年（昭和24年）10月 | モハ31099 | クハ3650形3661 | 1992年（平成4年）7月   | 竣工時の車番はクハ450 |
| クハ452 | 1950年（昭和25年）8月  | モハ32026 | クハ3450形3453 | 1995年（平成7年）3月   | 竣工時の車番はクハ457 |
| クハ453 | 1950年（昭和25年）8月  | モハ50094 | クハ3650形3662 | 1995年（平成7年）8月   | 竣工時の車番はクハ458 |
| クハ454 | 1951年（昭和26年）4月  | クハ65179 | クハ3450形3452 | 1996年（平成8年）5月   |                       |
| クハ455 | 1951年（昭和26年）7月  | クハ65054 | クハ3450形3451 | 1995年（平成7年）3月   |                       |
| クハ456 | 1949年（昭和24年）12月 | モハ50059 | クハ3450形3458 | 1992年（平成4年）7月   | 竣工時の車番はクハ453 |
| クハ457 | 1951年（昭和26年）7月  | モハ31084 | クハ3450形3454 | 1994年（平成6年）3月   | 竣工時の車番はクハ456 |
| クハ458 | 1949年（昭和24年）10月 | モハ31083 | クハ3650形3664 | 1996年（平成8年）3月   | 竣工時の車番はクハ452 |
| クハ360 | 1949年（昭和24年）     | クハ55048 | サハ360形360   | 1984年（昭和59年）3月  |                       |
| クハ361 | 1950年（昭和25年）     | モハ60054 | クハ360形361   | 1984年（昭和59年）3月  |                       |
| クハ362 | 1950年（昭和25年）     | モハ60019 | サハ360形362   | 1984年（昭和59年）3月  |                       |
| クハ363 | 1950年（昭和25年）     | サハ57051 | サハ360形363   | 1983年（昭和58年）12月 |                       |